# Coryciinae
Coryciinae is een kleine subtribus van de Diseae, een tribus van de orchideeënfamilie (Orchidaceae)
De subtribus omvat 5 geslachten en ongeveer 123 soorten.
Ze zijn gekenmerkt door (al dan niet geresupineerde) bloemen waarvan de dorsale kelkblad met de zijdelingse kroonbladen tot een helm zijn samengevoegd, en een lip met een aanhangseltje dat even lang of langer is dan de lip zelf
Het zijn terrestrische orchideeën, voornamelijk uit Zuid- en tropisch Afrika. Enkele soorten komen in Azië voor.

## Taxonomie
Uit recent DNA-onderzoek is gebleken dat de subtribus Coryciinae zoals hier beschreven geen monofyletische groep vormen; het geslacht Disperis is eerder ontstaan dan alle andere. De samenstelling van deze subtribus is dus nog aan verandering onderhevig.
- Geslachten: Coryciinae
  - Ceratandra Eckl. ex F. A. Bauer. (1837)
  - Corycium Sw. (1800)
  - Disperis Sw. (1800)
  - Evotella H. Kurzweil & H. P. Linder. (1991)
  - Pterygodium Sw. (1800)

Subtribus Brownleeinae · Geslacht: Brownleea 

Subtribus Coryciinae · Geslachten: Ceratandra · Corycium · Disperis · Evotella · Pterygodium 

Subtribus Disinae · Geslachten: Disa · Herschelia · Monadenia · Schizodium

Subtribus Huttonaeinae · Geslacht: Huttonaea 

Subtribus Satyriinae · Geslachten: Pachites · Satyridium · Satyrium